# Pirenzepin
Pirenzepin (Handelsname: Gastrozepin®, Hersteller: Boehringer Ingelheim), eine Substanz aus der Gruppe der Parasympatholytika, hemmt selektiv muskarinische Acetylcholinrezeptoren und weist dabei eine besonders hohe Affinität gegenüber M1-Acetylcholinrezeptoren auf.
Pirenzepin wird zur Reduktion der Magensäuresekretion verwendet, da durch die Hemmung der M1-Rezeptoren von enterochromaffinartigen Zellen weniger Histamin ausgeschüttet wird und somit die Magensäuresekretion gesenkt wird.
Bei der für die Behandlung üblichen Dosis von 100–150 mg/Tag hemmt Pirenzepin auch die M3-Rezeptoren an der Parietalzelle, mit typisch anticholinergen Wirkungen wie Mundtrockenheit und Tachykardie, deshalb spielt es bei der Ulcustherapie keine Rolle mehr. Bei vermehrtem Speichelfluss (Hypersalivation) kommt Pirenzepin im Off-Label-Gebrauch zur Anwendung.
Pirenzepin wurde zur Behandlung der Kurzsichtigkeit (Myopie) untersucht.

## Herstellung
Die Synthese von Pirenzepin erfolgt in fünf Schritten. Im ersten Schritt wird aus 2-Chlor-3-aminopyridin und 2-Nitrobenzoylchlorid des entsprechenden Benzoesäureamid gebildet. Danach erfolgt in Gegenwart von Raney-Nickel die Hydrierung der Nitrofunktion zum Amin. Der Ringschluss zum 5,11-Dihydro-6H-pyrido-[2,3-b][1,4]benzodiazepin-6-on wird im dritten Schritt bei 200 °C durchgeführt. Danach wird durch die Umsetzung mit Chloracetylchlorid die Seitenkette eingeführt. Im letzten Schritt wird durch eine Substitutionsreaktion mit 1-Methylpiperazin die Zielverbindung erhalten.

## Handelsnamen
Gastricur (D), Gastrozepin (D), Ulcoprotect (D)